# المدرسة الرشيدية (القدس)
المدرسة الرشيدية هي معلمٌ من معالم مدينة القدس وهي مدرسة عثمانية في القدس، تأسست عام 1906 كمدرسة ابتدائية وتم تطويرها لتصبح ثانوية.

## نبذة تاريخية
بنيت على يد متصرف القدس رشيد بيك عام 1906 في زمن السلطان العثماني عبد الحميد الثاني على شكل مثمن وقد أضيف إليه مبنيين فيهما أكثر من 20 غرفة صفية وأمام المبنى ساحة واسعة. ولا يزال المبنى الأصلي قائماً حتى اليوم.

## موقع المدرسة
تقع المدرسة في مدينة القدس، في فلسطين مقابل باب الساهرة.

## محطات في تاريخ المدرسة
بداية الدراسة فيها كانت أولية، ثم أضيفت الثانوية وبعد الحرب العالمية الأولى أصبحت ثانوية كاملة، حيث عرف هذا النوع من المدارس بالسلطانية وتطور التعليم فيها بعد الثانوية بإضافة سنتين لتؤهل خريجيها للحصول على الثانوية لدراسة الطب والهندسة، وفي العهد الأردني كانت الوحيدة التي تطبق امتحان التوجيهي وقتها.
تأثرت المدرسة بهزيمة عام 1967 فسيطرت عليها القوات الإسرائيلية وجعلتها مقرا لها، ثم أخلتها ووضعت وزارة المعارف وبلدية القدس أيديهما عليها فمع تطبيق المنهاج الإسرائيلي ضعف الإقبال عليها لكن نتيجة المخلصين في القدس وضغط الأهالي طبق المنهاج الأردني في الفترة من 1973 - 1983 وبعدها المنهاج الفلسطيني حتى عام 1994.

## أعلام المدرسة

### أبرز المعلمين
- أمين سليم جرجورة
- محمود الكرمي

### طلاب
- إبراهيم طوقان
- توفيق جرار
- محمد صيام
- حسني الأشهب
- إسحاق موسى الحسيني
- روحي الخطيب
- ناصر الدين النشاشيبي
- عبد القادر الحسيني
- عربي عواد
- محمد ملحم
- خيري أبو الجبين
- بهجت أبو غربية
- جبرا إبراهيم جبرا
- فوزي القطب
- عادل جبر
- روحي الخطيب
- عمر العقاد
- معين الماضي
- نجاتي صدقي
- علي هاشم رشيد

## انظر أيضًَا
- التعليم في فلسطين
- قائمة الجامعات والكليات الفلسطينية
- مدرسة المعهد العربي
- دار الطفل العربي